# Ambal Ambil
Ambal Ambil is een bestuurslaag in het regentschap Pasuruan van de provincie Oost-Java, Indonesië. Ambal Ambil telt 4114 inwoners (volkstelling 2010).